# Ciornobaii, Șîșakî
Ciornobaii (în ucraineană Чорнобаї) este un sat în comuna Sahaidak din raionul Șîșakî, regiunea Poltava, Ucraina.

## Demografie
Componența lingvistică a localității Ciornobaii
     Ucraineană (92,86%)
     Rusă (7,14%)
Conform recensământului din 2001, majoritatea populației localității Ciornobaii era vorbitoare de ucraineană (92,86%), existând în minoritate și vorbitori de rusă (7,14%).